# Walter Davis (höjdhoppare)
Walter Francis "Buddy" Davis, född 5 januari 1931 i Beaumont, Texas, död 17 november 2020 i Port Arthur, Texas, var en amerikansk olympisk guldmedaljör i höjdhopp och senare basketbollspelare.
Trots att han fick polio vid nio års ålder, något som gjorde honom obenägen att gå i tre år, hade Davis en strålande idrottskarriär vid Texas A&M University och vann senare olympiskt guld vid olympiska sommarspelen 1952 i Helsingfors med ett hopp på 2,04.
Därefter draftade Philadelphia Warriors honom till professionell basketboll. Han spelade fem säsonger i NBA, för Warriors och St. Louis Hawks, med ett genomsnitt på 4,8 poäng och 4,3 returer per match.
Davis satte världsrekord i höjdhopp 27 juni 1953 med ett hopp på 2,12 i Dayton. Detta fick han behålla i nästan exakt tre år, då landsmannen Charles Dumas hoppade 2,15 29 juni 1956 i Los Angeles.